# ويلي هولت
ويلي هولت (بالفرنسية: Willy Holt)‏ هو مصمم الإنتاج ومخرج فني فرنسي وأمريكي، ولد في 30 نوفمبر 1921 في فلوريدا في الولايات المتحدة، وتوفي في 22 يونيو 2007 في باريس في فرنسا.

## وصلات خارجية
- ويلي هولت على موقع IMDb (الإنجليزية)
- ويلي هولت على موقع ألو سيني (الفرنسية)
- ويلي هولت على موقع أول موفي (الإنجليزية)
- ويلي هولت على موقع قاعدة بيانات الأفلام السويدية (السويدية)
- ويلي هولت على موقع قاعدة بيانات الفيلم (الإنجليزية)
- ويلي هولت على موقع كينوبويسك (الروسية)